# Ekkaluck Thongkit
Ekkaluck Thongkit (thailändisch เอกลักษณ์ ทองกริต, * 27. August 1983 in Nan), auch als Ekk (thailändisch เอก) bekannt, ist ein thailändischer Fußballspieler.

## Karriere
Ekkaluck Thongkit unterschrieb seinen ersten Vertrag bei Raj-Pracha FC. 2009 wechselte er nach Vietnam und spielte viermal für Hoàng Anh Gia Lai (HAGL), einem Verein, der in der ersten Liga, der V.League 1, spielte und in Pleiku beheimatet ist. Im gleichen Jahr ging er wieder nach Thailand zurück und schloss sich dem damaligen Zweitligisten Pluakdaeng United FC aus Rayong an. Nach nur einem Jahr ging er in den Norden des Landes und unterschrieb einen Vertrag beim Drittligisten Chiangmai FC. Mit dem Verein wurde er Meister und stieg somit in die zweite Liga, der Thai Premier League Division 1, auf. Zum damaligen Erstligisten TTM FC wechselte er 2011. Hier spielte er bis 2012 64 Mal. Zum Ligakonkurrenten Ratchaburi Mitr Phol wechselte er 2013. 2018 wurde er die Rückserie nach Buriram an den ebenfalls in der ersten Liga spielenden Buriram United ausgeliehen. Für Buriram stand er dreimal in der ersten Liga auf dem Spielfeld. Nach der Ausleihe kehrte er nach Ratchaburi zurück. Nach 162 Ligaspielen wurde sein Vertrag am 30. Juni 2021 aufgelöst. Zu Beginn der Saison 2021/22 unterschrieb er einen Vertrag beim Drittligisten Chiangrai City FC. Mit dem Verein aus Chiangrai spielte er Northern Region der Liga.

## Erfolge
Chiangmai FC
Regional League Division 2 – Northern Region: 2010
Ratchaburi Mitr Phol FC
- FA Cup: 2019 (Finalist)